# Ouled Sidi Hadjeres
Ouled Sidi Hadjeres (en arabe : أولاد سيدي هاجرس) est une tribu algérienne d'origine arabe hilalienne, dont le territoire historique se situe dans la commune de Sidi Hadjeres, une commune de la wilaya de M'Sila en Algérie.

## Origines
Les Oulad Sidi Hadjeres sont issus des Banu Hilal. Leur nom indique un lien avec un ancêtre ou un personnage vénéré appelé Sidi Muhammed Ben Ali. « Sidi » est un titre honorifique signifiant « mon seigneur » ou « saint » en arabe, souvent attribué à des chefs religieux ou des personnages respectés. Ils proviennent originellement de la région du Najd en Arabie.
Étant une tribu arabe, les Ouled Sidi Hadjeres descendent directement des Banu Yazid. Les Banu Yazid descendent eux-mêmes des Zoghba, une des trois branches de la grande tribu des Banu Hilal. Les Ouled Sidi Hadjeres est donc une tribu arabe qui trouve la racine de ses ancêtres dans le Najd et le Hedjaz, des régions de la péninsule arabique. Ils sont considérés comme des arabes du nord (Adnanites).
Cependant, comme d'autres tribus du Maghreb, les Ouled Sidi Hadjeres sont parfois considérés comme descendants du prophète par le biais de sa fille Fatima Zahra. Cette version est cependant considérée comme fausse ; d'après Ibn Khaldoun, Sidi Hadjeres descend de Yazid Ibn Zoghba.

## Territoire
Situé au sud-est d'Aumale, proche de M'Sila mais également près de la frontière du département de Constantine, se trouve la tribu des Oulad Sidi Hadjeres dans la commune de Sidi Hadjeres. Leur territoire est situé dans le bassin du Hodna, une région connu pour être plate et aride, souvent sujette aux mirages estivaux. La végétation y est extrêmement rare. En ce qui concerne les ressources en eau, la région possède seulement quelques ruisseaux asséchés en été et quelques rares sources.

## Histoire

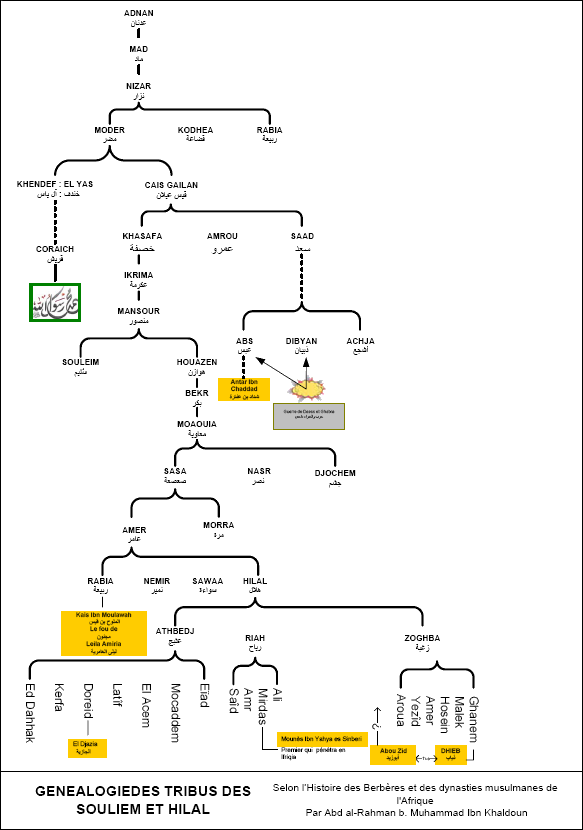
Arbre généalogique des Banou Souleim et Banou Hilal.

### Fondation des Ouled Sidi Hadjeres (XIe—XIIIe)
Originaire de la commune de Sidi Hadjeres, les Ouled Sidi Hadjeres (أولاد سيدي ھجرس) sont les descendants de Muhammad ben Ali; surnommé Sidi Hadjeres. C'est une tribu arabe installée dans la Hodna et plus précisément dans la wilaya de M'Sila en Algérie. La tribu est une sous branche de la grande confédération tribale des Banu Hilal qui a migrée en Algérie depuis l'Arabie à la fin du 11ème siècle.

#### Ascendant et généalogie
Muhammad Ibn Ali, fondateur et père de la tribu en question, est surnommé Sidi Hadjeres. Il est considéré comme un saint par ses grandes connaissances dans les sciences religieuses islamique. C'est un noble venant de la famille de Yazid Ibn Zoghba. Sidi Hadjeres est cité dans Kitab al-Ibar, un livre de l'historien Ibn Khaldoun, comme étant un shaykh de la tribu des Banu Yazid ayant rejoint la révolte de Saadah al-Ryahi (shaykh des Ryah) contre les Hafsides. Son nassab (lignée) est : « Muhammad Ibn Ali Ibn Yazid Ibn Abs Ibn Zoghba Ibn Abi Rabiah Ibn Nahik Ibn Hilal Ibn Amer Ibn Sa'sa'a Ibn Muawiya Ibn Bakr Ibn Hawazin Ibn Mansur Ibn Ikrimah Ibn Khasafa Ibn Qays Aylan Ibn Mudar Ibn Nizar Ibn Ma'ad Ibn Adnan ».

### Une tribu puissante et privilégiée dans le Tell (XIIIe—XVIIe)
Les Banu Yazid, fils de Zoghba, tenaient un haut rang parmi les autres tribus de la même origine, tant par leur nombre que par la noblesse de leur caractère. Les gouvernements établis cherchaient toujours à se les concilier; et parmi tous les Arabes, les Banu Yazid furent les premiers à obtenir de l'état la jouissance d'une certaine portion du territoire dans l'intérieur du Tell. Ainsi les Hafsides leur donnèrent des fiefs dans le Hamza, pays faisant partie du territoire de Bougie et touchant aux régions occupées par les Riah et les Athbedj. Pour s'établir dans leurs nouvelles possessions, les Banu Yazid traversèrent les défilés qui mènent aux plateaux du Hamza et pénétrèrent jus qu'au Dehous et à Bani Hacen. Ils occupèrent ensuite les plaines et les pâturages de ces contrées, et prêtèrent leurs services à l'état quand il s'agissait de faire payer l'impôt aux populations berbères sanhadjiennes et zouaouiennes (kabyles). Chaque fois que le gouvernement de Bougie se trouvait trop faible pour entreprendre le recouvre ment des impôts dans ce pays, les Banu Yazid se chargeaient de cette opération et s'en acquittaient très bien. Cette conduite leur mérita de nouvelles marques d'honneur, et la concession d'une grande partie du territoire où ils se trouvaient.

### Résistance face aux invasions étrangères (XVIIe—XIXe)
Dans son histoire, la tribu des Ouled Sidi Hadjeres, réputés pour leur maîtrise équestre, se distinguent par leur impressionnante cavalerie, forte de 2 000 chevaux (1853), a toujours su avoir un rôle contre les invasions étrangères en Algérie. On peut recenser des affrontements entre la tribu et les Turcs ottomans mais aussi contre les troupes françaises. La tribu était vassal de la régence d’Alger et plus précisément du Beylik du Titri. À la suite de l'invasion française, la tribu des Ouled Sidi Hadjeres possédait une haine envers les européens et fut la cause d'assassinats comme avec le meurtre de Vaissières, un boucher européen tué dans les montagnes de Tirzaz (territoire des Ouled Sidi Hadjeres). On sait d’ailleurs que les Ouled Sidi Hadjeres se sont ralliés à la cause des Mokrani lors de l’insurrection de 1871.

### Une tradition de travail dans les travaux publics (XIXe—XXe)
Après l'invasion française, les membres de la tribu sont devenus de durs travailleurs dans le domaine de la pierre. Ils ont obtenu le surnom de "casseurs de pierres" et travaillent beaucoup dans les travaux publics du pays. D'ailleurs la tribu des Ouled Sidi Hadjeres est étroitement liée à celle des Ouled Madhi, la tribu d'où est originaire le président Mohamed Boudiaf.

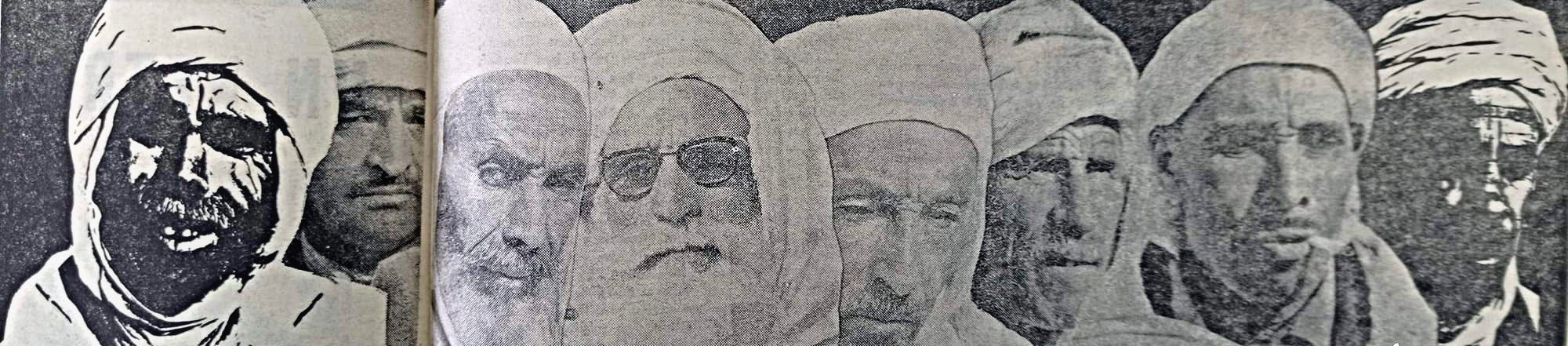
Notables des Ouled Sidi Hadjeres en 1968